# 埃斯科 (明尼蘇達州)
埃斯科（英語：Eskon）是位於美國明尼蘇達州卡爾頓縣湯姆森鎮區的一個普查規定居民點。

## 人口
根據2020年美國人口普查的數據，埃斯科的面積為12.59平方千米，當中陸地面積為12.59平方千米，而水域面積為0.00平方千米。當地共有人口2082人，而人口密度為每平方千米165.37人。